# Parád
Parád é uma vila da Hungria, situada no condado de Heves. Tem 37,2 km² de área e sua população em 2019 foi estimada em 2.046 habitantes.